# Torre Scifo
La Torre Scifo, Torre del Cap Pellegrino, o Torre Lucifero, és una torre de guaita situada al cap Pellegrino, al municipi de Crotona (Itàlia). És una de les dotze torres que al segle xvi van construir els espanyols al marquesat de Crotona per frenar les freqüents incursions dels vaixells turcs, entre elles la Torre Nao (la primera d'elles construïda).

## Història
Construïda a principis del segle xvi pel mestre Gio. Bernardino de Sena, inicialment s'anomena torre del Cap Pellegrino i després torre de Scifo. El 1763 la torre passa a propietat de la família Zurlo, que va construir al seu voltant un casino, magatzems, una església, jardins, dues cisternes per emmagatzemar l'aigua de la font, etc. Després de la unificació d'Itàlia la torre de Scifo va ser venuda per la propietat de l'Estat al marquès Antonio Lucifero, que la va transformar en residència d'estiueig. Actualment està ben conservada, amb els robustos contraforts i l'escala exterior amb un petit pont d'accés.

## Etimologia de Scifo
El nom Scifo ve de skyphos, un tipus de gerro grec, una tassa profunda amb dues petites nanses situades just a sota de la vora. El terme xifo, doncs, transformat més tard en scifo, significa 'un recipient d'aigua?. De fet, des d'aquest lloc els grecs s'aprovisionaven de menjar i aigua abans de marxar cap a les diferents expedicions.